# Black Bear
Ne doit pas être confondu avec Black Bear Pictures.
Black Bear, parfois crédité sous le nom de Black Bear Singers, est un groupe musical atikamekw de Manawan, au Québec, qui compose et interprète de la musique traditionnelle des Premières Nations. Le groupe collabore fréquemment avec le groupe A Tribe Called Red (The Halluci Nation).

## Historique
En 1998, le danseur et musicien Gilles Moar initie un processus de guérison par la percussion du tambour traditionnel et par le chant. Graduellement, des jeunes de la communauté atikamekw de Manawan se greffent à lui et leur groupe est régulièrement invité à performer lors des pow-wow d'autres nations autochtones d'Amérique du Nord,.
Officiellement fondé en 2000, le groupe Black Bear compose et interprète de la musique traditionnelle autochtone, qui accompagne de nombreuses danses, y compris les pas de côté, les deux pas, les danses rondes et certaines chansons d'honneur,.
Le nom du groupe, Black Bear, est inspiré d'une légende atikamekw qui raconte l'histoire d'une fillette qui s'égare en forêt. Un mois plus tard, un chasseur l'aperçoit par hasard, marchant auprès d'une ourse et ses petits. L'animal a protégé et nourri la fillette comme pour ses petits.
L'album du groupe Out of Hibernation a remporté le prix du meilleur album pow-wow en 2011 lors de la sixième édition du Indigenous Music Awards dans la catégorie Pow Wow contemporain,.
En 2013 et en 2016, Black Bear collabore avec le groupe ottavien, A Tribe Called Red, sur leurs albums Nation II Nation (2013) et We Are the Halluci Nation (2016).
En 2015, Black Bear enregistre un album, Come and Get Your Love: The Tribe Session, qui a été nommé pour l'album autochtone de l'année aux prix Juno de 2016.
La collaboration avec A Tribe Called Red a fait l'objet d'un court documentaire en 2016, intitulé The Manawan Session. Leur groupe a été présenté sur l'album de A Tribe Called Red (maintenant The Halluci Nation), Welcome to HalluciNation,.
Black Bear, avec The Halluci Nation et Tanya Tagaq, a interprété un medley de « We Are the Halluci Nation », « Indian City » et « SILA » lors de la remise des prix Juno 2017 à Ottawa, Ontario.

## Membres du groupe
Les membres du groupe peuvent varier selon les prestations.
- Gilles Moar
- Daveen Moar
- Kent Nequado
- Gordie Moar
- Léo Dubé
- Dickie Moar
- Charles Flamand
- Eddy Flamand
- Nicolas Flamand
- Keith-Michel Flamand
- Pierre-Marc Ottawa
- Ghislain Ottawa
- Jim-Vincent Ottawa

## Discographie
- Out of Hibernation (2011)
- Spring Medicine (2012)
- Rez Road (2013)
- Come and Get Your Love (2014)
- Notcimik (2017)